# Gunnar Thoroddsen
Gunnar Thoroddsen (født 29. december 1910, død 27. september 1983) var en islandsk jurist, diplomat og politiker fra Selvstændighedspartiet, der var Islands statsminister fra 8. februar 1980 til 26. maj 1983.
Gunnar Thoroddsen var borgmester i Reykjavík 1947-59, og Islands ambassadør i Danmark 1965-69.